# Dresdner Heidebogen
Der Dresdner Heidebogen ist eine Region, die sich zu einer Lokalen Aktionsgruppe (LAG) zusammengeschlossen hat und mit Hilfe eines Regionalmanagements ein auf dem LEADER-Ansatz beruhendes Integriertes ländliches Entwicklungskonzept (ILEK) umsetzt.

## Lage
Namensgebend ist ein Bogen aus Heidelandschaften, der sich von Dresden bis nach Brandenburg erstreckt. Der nahezu geschlossene Grünzug reicht (von Nord nach Süd) von der Ruhlander über die Königsbrücker, Laußnitzer, Rödernsche und Radeburger bis zur Dresdner Heide und dem Friedewald mit Moritzburger Teichgebiet. Er verbindet die Oberlausitz mit dem übrigen Sachsen, die Landkreise Meißen und Bautzen, die Naturräume Großenhainer Pflege und Westlausitz.

## Lokale Aktionsgruppe
Zum Dresdner Heidebogen gehören 23 Städte und Gemeinden mit ca. 110.000 Einwohnern aus zwei Landkreisen (Bautzen und Meißen). In der Lokalen Aktionsgruppe, die gesellschaftsrechtlich als Verein aufgesetzt ist, arbeiten außerdem an der ländlichen Entwicklung interessierte Vereine, Unternehmen und Bürger mit, was Voraussetzung im ILE-Verfahren ist.
Das im Osten besonders waldreiche und im Westen durch Ackerflächen geprägte Gebiet hat einen überwiegend ländlichen Charakter, doch findet man hier ebenso eine Reihe von Industriedörfern und -städten. In den ehemals industriell geprägten Kleinstädten und Gemeinden sind infolge der Wende 1989 ein großer Teil von Betrieben und damit Arbeitsplätze verloren gegangen. Dennoch konnten sich die traditionell in dieser Region schon seit dem 19. Jahrhundert vorhandenen Branchen behaupten, insbesondere die Gewinnung und Verarbeitung oberflächennaher Rohstoffe, die keramische, Kunststoff- und Glasindustrie. Auch sind eine Reihe kleine mittelständische Unternehmen neu entstanden. Das örtliche Handwerk, kleinere Handels- und Dienstleistungsunternehmen und im begrenzten Umfang Gastronomie und Beherbergung haben sich ebenfalls behauptet oder neu etabliert.
Dennoch leidet die Region besonders stark am Prozess des demographischen Wandels (Überalterung, Entsiedlung, Wegzug junger Fachkräfte, Ausdünnung der öffentlichen Verkehrsinfrastruktur) und muss sich den sich vollziehenden Klimaänderungen (Austrocknung der Böden, Überflutungen, Tornados, Zuwanderung bzw. Eintrag regionsfremder Tier- und Pflanzenarten, Verdrängung einheimischer Arten) stellen. Am Rande der urbanen Region des oberen Elbtales möchte sich der eher dünn besiedelte Heidebogen den Prozessen stellen, sich zu einem Refugium der Natur entwickeln und nur sanften Tourismus, naturnahen Erholungstourismus, zulassen.
Mit der Schaffung eines touristischen Wegenetzes wurde die Nutzung durch Menschen gebündelt und die potentiellen Rückzugsgebiete für seltene Tierarten in den diversen Schutzgebieten vergrößert. Ein bei Laußnitz geschaffener Nordic-Walking-Park unterstützt diesen Effekt ebenfalls.
Zur Region gehört Sachsens größtes Naturschutzgebiet, die Königsbrücker Heide. Das Totalreservat ist nur über so genannte „Schaufenster“ oder mit einem Bus der NSG-Verwaltung zu besichtigen. Eine besondere Attraktion ist der Biber-Lehrpfad, an dem der wieder heimisch gewordene Elbebiber beobachtet werden kann.

## Mitglieder
Städte
- Bernsdorf/OL
- Großenhain
- Kamenz
- Königsbrück
- Pulsnitz (OT Oberlichtenau)
- Radeburg

Gemeinden
- Ebersbach
- Großnaundorf
- Haselbachtal
- Lampertswalde
- Laußnitz
- Moritzburg
- Neukirch (bei Königsbrück)
- Niederau
- Ottendorf-Okrilla
- Priestewitz
- Schönfeld
- Schwepnitz
- Thiendorf
- Weißig a. R.
- Wiednitz

## Konzept
Das Integrierte Ländliche Entwicklungskonzept (ILEK) ist die Konkretisierung des ELER-Programms der Europäischen Union für die Region und der Richtlinie „Integrierte Ländliche Entwicklung“ (ILE) für Sachsen.
Das ILE-Konzept (ILEK) dient als Handlungsleitfaden für die mittelfristige (ländliche) Entwicklung einer Region in Regie der kooperierenden Gemeinden und unter Beteiligung ihrer Bürger, Unternehmen und Vereine durch Visionskommunikation.
Es beinhaltet:
- Stärken-Schwächen-Analyse (SWOT)
- Leitbild für die Region und Umsetzungsstrategien für nachfolgend genannte Schwerpunktthemen
- Empfehlungen für Leitprojekte in den vier Handlungsfeldern

Für das Leitbild wurde auf der Zukunftskonferenz am 19. März 2007 und auf den folgenden Beratungen bis Juni folgendes Leitbild formuliert:
Den Dresdner Heidebogen kennzeichnet das Spannungsfeld zwischen historischer Kulturlandschaft und neu entstehenden Naturräumen (Sukzession/Wildnis). Der zukunftsorientierte Wandel baut auf den unterschiedlichen Potenzialen traditioneller Kultur- und Wirtschaftsstandorte und einem Naturentwicklungsgebiet auf und erschließt sich in einer aufeinander abgestimmten nachhaltigen Entwicklung.
Zur Verwirklichung des Leitbildes wurden folgende Grundsatzstrategien definiert:
1. Profilierung von Teilregionen/„Leuchttürmen“
2. Vernetzung von Teilregionen, Objekten und Themen
3. „Mut zur Lücke“/Rückbau und Konzentration (mehr Raum für Natur)

Daraus ergeben sich vier strategische Handlungsfelder, auf denen sieben Entwicklungsziele für die Region zu erreichen sind:
1. Stabilisierung und Verbesserung der sozialen Lebensbedingungen
2. Angebotsentwicklung und Vermarktung von Tourismus, Freizeit und Kultur
3. Verbesserung der wirtschaftlichen Grundlagen
4. Pflege und Inwertsetzung der Natur- und Kulturlandschaft

## Waldbesetzung
Im Gebiet des Dresdner Heidebogens sollen für eine Kiesgrube 944 Hektar Wald gerodet werden. In einem davon betroffenen Waldbereich bei Dresden findet seit 2021 eine Waldbesetzung unter der Bezeichnung „Heibo“ statt. Umweltaktivisten errichteten Plattformen an Bäumen und Barrikaden auf dem Boden. Die Aktion richtet sich gegen die Gefährdung des Grundwassers für die Region und die Folgen der Rodung für den Klimawandel. Medienberichten zufolge leben bis zu 20 Menschen in den Bäumen. Im Rahmen der Besetzung fanden Bildungsveranstaltungen zu ökologischen und gesellschaftlichen Themen statt.